# Damernas spelartrupper i handboll vid olympiska sommarspelen 2004
Nedan listas damernas spelartrupper i handboll vid olympiska sommarspelen 2004, samtliga åldrar och klubbar är vid tidpunkten för invigningen av de olympiska sommarspelen 2004 (14 augusti 2004).

## Laguppställningar

### Angola
Coach: Pavel Dzhenev
| Nr | Pos. | Namn               | Födelsedatum (ålder)      | Klubb               |
| -- | ---- | ------------------ | ------------------------- | ------------------- |
| 1  | MV   | Odete Tavares      | 18 augusti 1976 (27 år)   | 1º de Agosto        |
| 3  | V9   | Ilda Bengue        | 30 oktober 1974 (29 år)   | Dijon               |
| 4  | M9   | Belina Larica      | 11 februari 1980 (24 år)  | Petro Atlético      |
| 5  | H6   | Filomena Trinidade | 26 september 1971 (32 år) | Petro Atlético      |
| 6  | M6   | Rosa Amaral        | 21 juni 1980 (24 år)      | Petro Atlético      |
| 7  | V6   | Ines Jololo        | 30 november 1975 (28 år)  | 1º de Agosto        |
| 8  | H9   | Nair Almeida       | 23 januari 1984 (20 år)   | Enana               |
| 9  | M6   | Lili Torres        | 24 maj 1969 (35 år)       | Petro Atlético      |
| 10 | V6   | Isabel Fernandes   | 5 juni 1985 (19 år)       | Petro Atlético      |
| 11 | M9   | Luisa Kiala        | 25 januari 1982 (22 år)   | Petro Atlético      |
| 12 | MV   | Neyde Barbosa      | 23 september 1980 (23 år) | Enana               |
| 14 | H6   | Dionisia Pio       | 10 februari 1977 (27 år)  | El Ferrobus Mislata |
| 15 | M6   | Anica Neto         | 27 december 1972 (31 år)  | 1º de Agosto        |
| 16 | MV   | Maria Pedro        | 29 december 1982 (21 år)  | Petro Atlético      |
| 18 | H9   | Elzira Tavares     | 13 mars 1980 (23 år)      | Enana               |

### Brasilien
Coach: Alexandre Schneider
| Nr | Pos. | Namn                          | Födelsedatum (ålder)      | Klubb                 |
| -- | ---- | ----------------------------- | ------------------------- | --------------------- |
| 1  | MV   | Chana Masson                  | 18 december 1978 (25 år)  | FCK Handbold          |
| 2  | M6   | Fabiana Diniz                 | 13 maj 1981 (23 år)       | CDES Gil Eanes        |
| 3  | V9   | Alexandra Priscila Nascimento | 16 september 1981 (22 år) | Hypo Niederösterreich |
| 4  | M9   | Margareth Montao              | 19 juli 1971 (33 år)      | Maua/Universo         |
| 5  | M6   | Daniela Piedade               | 2 februari 1979 (25 år)   | Hypo Niederösterreich |
| 6  | M9   | Fabiana Kuestener             | 15 april 1981 (23 år)     | AD Blumenau           |
| 8  | V9   | Ana Amorim                    | 1 april 1983 (21 år)      | Kometal Gjorge        |
| 9  | M9   | Milene Figueirido             | 3 februari 1983 (21 år)   | Aguias Nova Gerty     |
| 10 | V6   | Aline Rosas                   | 28 juni 1979 (25 år)      | Sao Paulo/Guaru       |
| 11 | H6   | Viviane Jacques               | 20 maj 1977 (27 år)       | MESC Sao Paulo        |
| 13 | H9   | Lucila Silva                  | 7 mars 1976 (28 år)       | Sao Paulo/Guaru       |
| 15 | V9   | Aline Silva                   | 25 maj 1979 (25 år)       | CDES Gil Eanes        |
| 16 | MV   | Darly de Paula                | 25 augusti 1982 (21 år)   | Akaba Bera Bera       |
| 17 | V6   | Idalina Mesquita              | 25 augusti 1982 (21 år)   | Maua/Universo         |
| 19 | V9   | Aline Santos                  | 17 augusti 1981 (22 år)   | El Ferrobus Mislata   |

### Kina
Coach: Chung Hyungkyun
| Nr | Pos. | Namn          | Födelsedatum (ålder)      | Klubb                   |
| -- | ---- | ------------- | ------------------------- | ----------------------- |
| 1  | MV   | Fan Jie       | 25 oktober 1976 (27 år)   | Beijing Handball Club   |
| 2  | M9   | Zhai Chao     | 14 december 1971 (32 år)  | Viborg HK               |
| 3  | M6   | Liu Yun       | 6 mars 1982 (22 år)       | Anhui Handball Club     |
| 5  | M9   | Li Beng       | 21 januari 1980 (24 år)   | Beijing Army            |
| 6  | V9   | Zhang Zhiqing | 14 oktober 1981 (22 år)   | Guangdong Handball Club |
| 8  | V6   | Zhang Li      | 4 oktober 1976 (27 år)    | Beijing Handball Club   |
| 9  | H9   | Wang Min      | 14 juni 1980 (24 år)      | Shanghai Handball Club  |
| 10 | V9   | Wang Shasha   | 1 augusti 1987 (17 år)    | Shangdong Handball Club |
| 11 | M6   | Chen Ji       | 5 december 1976 (27 år)   | Shanghai Handball Club  |
| 13 | V6   | Wu Yanan      | 14 september 1981 (22 år) | Beijing Army            |
| 14 | H9   | Liu Xiaomei   | 2 maj 1985 (19 år)        | Anhui Handball Club     |
| 15 | H6   | Sun Laimiao   | 8 april 1981 (23 år)      | Anhui Handball Club     |
| 16 | MV   | Yu Geli       | 28 april 1976 (28 år)     | Beijing Army            |
| 17 | H6   | Lei Sufen     | 5 juni 1979 (25 år)       | Guangdong Handball Club |
| 19 | V9   | Li Weiwei     | 7 juli 1982 (22 år)       | Beijing Army            |

### Danmark
Coach: Jan Pytlick
| Nr | Pos. | Namn                     | Födelsedatum (ålder)      | Klubb            |
| -- | ---- | ------------------------ | ------------------------- | ---------------- |
| 1  | MV   | Louise Bager Nørgaard    | 23 april 1982 (22 år)     | Viborg HK        |
| 2  | V9   | Rikke Skov               | 7 september 1980 (23 år)  | Viborg HK        |
| 3  | V6   | Henriette Mikkelsen      | 21 september 1980 (23 år) | Viborg HK        |
| 5  | H9   | Mette Vestergaard Larsen | 19 november 1975 (28 år)  | FCK Håndbold     |
| 10 | M9   | Rikke Hørlykke           | 2 maj 1976 (28 år)        | Slagelse FH      |
| 11 | M6   | Camilla Ingemann Thomsen | 19 november 1974 (29 år)  | FCK Håndbold     |
| 12 | MV   | Karin Mortensen          | 26 september 1977 (26 år) | Ikast-Bording EH |
| 13 | M9   | Lotte Kiærskou           | 23 juni 1975 (29 år)      | Viborg HK        |
| 14 | H9   | Trine Jensen             | 16 oktober 1980 (23 år)   | Aalborg DH       |
| 15 | V9   | Katrine Fruelund         | 12 juli 1978 (26 år)      | Viborg HK        |
| 16 | MV   | Rikke Schmidt            | 14 januari 1975 (29 år)   | Slagelse FH      |
| 17 | M9   | Kristine Andersen        | 2 april 1976 (28 år)      | Ikast-Bording EH |
| 18 | M6   | Karen Brødsgaard         | 10 mars 1978 (26 år)      | Ikast-Bording EH |
| 19 | V6   | Line Daugaard            | 17 juli 1978 (26 år)      | Ikast-Bording EH |
| 21 | H6   | Josephine Touray         | 6 oktober 1979 (24 år)    | Ikast-Bording EH |

### Frankrike
Coach: Olivier Krumbholz
| Nr | Pos. | Namn                       | Födelsedatum (ålder)     | Klubb           |
| -- | ---- | -------------------------- | ------------------------ | --------------- |
| 1  | MV   | Joanne Dudziak             | 8 juni 1972 (32 år)      | HBC Nimes       |
| 2  | H9   | Isabelle Ajaguin           | 22 maj 1977 (27 år)      | Metz HB         |
| 3  | H6   | Estelle Vogein             | 3 april 1976 (28 år)     | Metz HB         |
| 4  | V9   | Leila Lejeune              | 16 mars 1976 (28 år)     | Viborg HK       |
| 5  | M9   | Sandrine Delerce           | 26 april 1975 (29 år)    | ES Besançon     |
| 6  | H9   | Melinda Jacques            | 13 oktober 1971 (32 år)  | Metz HB         |
| 7  | V9   | Nodjialem Myaro            | 5 september 1976 (27 år) | Kolding HK      |
| 8  | M6   | Véronique Pecqueux-Rolland | 9 oktober 1972 (31 år)   | ES Besançon     |
| 10 | V9   | Sophie Herbrecht           | 13 februari 1982 (22 år) | ES Besançon     |
| 11 | H6   | Stéphanie Cano             | 17 april 1974 (30 år)    | Slagelse FH     |
| 13 | M6   | Isabelle Wendling          | 30 januari 1971 (33 år)  | Metz HB         |
| 14 | V9   | Myriam Korfanty            | 18 oktober 1978 (25 år)  | Mios Biganos HB |
| 16 | MV   | Valérie Nicolas            | 12 mars 1975 (29 år)     | Viborg HK       |
| 17 | V6   | Delphine Guehl             | 30 juli 1978 (26 år)     | Dijon           |
| 20 | V6   | Raphaëlle Tervel           | 21 april 1979 (25 år)    | ES Besançon     |

### Grekland
Coach: Svein Andre Olsen
| Nr | Pos. | Namn                   | Födelsedatum (ålder)     | Klubb           |
| -- | ---- | ---------------------- | ------------------------ | --------------- |
| 2  | M6   | Anna Psatha            | 8 februari 1975 (29 år)  | VfL Oldenburg   |
| 3  | M6   | Eleni Poimenidou       | 4 juli 1980 (24 år)      | Ormi Patras     |
| 5  | V6   | Eleni Potari           | 25 augusti 1982 (21 år)  | Aris Nikeas     |
| 7  | V9   | Georgia Dorotheou      | 20 oktober 1980 (23 år)  | Aris Nikeas     |
| 8  | H6   | Panagoula Vemi         | 26 maj 1971 (33 år)      | Anagennisi Arta |
| 9  | V9   | Ioanna Fotiadou        | 22 november 1977 (26 år) | Anagennisi Arta |
| 10 | M9   | Vasiliki Skara         | 4 maj 1973 (31 år)       | Anagennisi Arta |
| 11 | V9   | Grigoria Gkolia        | 22 mars 1974 (30 år)     | VfL Oldenburg   |
| 12 | MV   | Elena Nikoli           | 12 maj 1982 (22 år)      | Ormi Patras     |
| 15 | V9   | Tatiana Sousa          | 16 februari 1975 (29 år) | OFN Ionias      |
| 16 | MV   | Eleftheria Mavrogeni   | 12 maj 1970 (34 år)      | Makedonikos     |
| 17 | H6   | Anastasia Patsiou      | 13 juni 1977 (27 år)     | TuS Weibern     |
| 18 | H9   | Michaela Michalopoulou | 20 april 1980 (24 år)    | Aris Nikeas     |
| 19 | M9   | Styliani Gioupi        | 6 februari 1978 (26 år)  | OFN Ionias      |
| 20 | V6   | Vicky Theodoridou      | 27 januari 1982 (22 år)  | LC Bruni        |

### Ungern
Coach: Lajos Mocsai
| Nr | Pos. | Namn                | Födelsedatum (ålder)      | Klubb           |
| -- | ---- | ------------------- | ------------------------- | --------------- |
| 1  | MV   | Irina Sirina        | 7 november 1967 (36 år)   | Győri ETO KC    |
| 2  | V9   | Bernadett Ferling   | 13 juli 1977 (27 år)      | Dunaferr SE     |
| 3  | M6   | Beáta Bohus         | 25 april 1971 (33 år)     | Dunaferr SE     |
| 4  | H9   | Ibolya Mehlmann     | 4 november 1981 (22 år)   | Győri ETO KC    |
| 5  | H6   | Zsuzsanna Pálffy    | 26 december 1970 (33 år)  | Dunaferr SE     |
| 6  | V6   | Erika Kirsner       | 23 december 1975 (28 år)  | Ferencvárosi TC |
| 9  | H9   | Bojana Radulovics   | 23 mars 1973 (31 år)      | Dunaferr SE     |
| 10 | M9   | Krisztina Pigniczki | 18 september 1975 (28 år) | Dunaferr SE     |
| 11 | V9   | Ágnes Farkas        | 21 april 1973 (31 år)     | Aalborg DH      |
| 13 | M9   | Anita Görbicz       | 13 maj 1983 (21 år)       | Győri ETO KC    |
| 15 | M9   | Eszter Siti         | 12 november 1977 (26 år)  | FCK Håndbold    |
| 16 | MV   | Katalin Pálinger    | 6 december 1978 (25 år)   | Dunaferr SE     |
| 17 | V9   | Timea Toth          | 16 september 1980 (23 år) | Ferencvárosi TC |
| 18 | H6   | Zsuzsanna Lovász    | 2 oktober 1976 (27 år)    | Dunaferr SE     |
| 19 | M6   | Anita Kulcsár       | 2 oktober 1976 (27 år)    | Dunaferr SE     |

### Sydkorea
Coach: Lim Young-Chul
| Nr | Pos. | Namn           | Födelsedatum (ålder)      | Klubb                        |
| -- | ---- | -------------- | ------------------------- | ---------------------------- |
| 1  | MV   | Oh Yong-Ran    | 6 september 1972 (31 år)  |                              |
| 2  | H6   | Woo Sun-Hee    | 1 juli 1978 (26 år)       | Samcheok Handball            |
| 4  | M6   | Huh Soon-Young | 28 september 1975 (28 år) | Daegu Handball               |
| 5  | V6   | Lee Gong-Joo   | 25 mars 1980 (24 år)      | Busan Sports Council         |
| 7  | V6   | Jang So-Hee    | 15 mars 1978 (26 år)      | Daegu Handball               |
| 8  | H6   | Kim Hyun-Ok    | 14 maj 1974 (30 år)       |                              |
| 9  | M6   | Kim Cha-Youn   | 10 januari 1981 (23 år)   | Daegu Handball               |
| 10 | V9   | Oh Seong-Ok    | 10 oktober 1972 (31 år)   | Hiroshima Maple Reds         |
| 11 | M9   | Huh Young-Sook | 2 juli 1975 (29 år)       | Busan Sports Council         |
| 12 | MV   | Moon Kyeong-Ha | 29 maj 1980 (24 år)       | Changwon City Racing Council |
| 13 | M9   | Lim O-Kyeong   | 11 december 1971 (32 år)  | Hiroshima Maple Reds         |
| 15 | V9   | Lee Sang-Eun   | 5 mars 1975 (29 år)       |                              |
| 17 | H9   | Myoung Bok-Hee | 29 januari 1979 (25 år)   |                              |
| 19 | H9   | Choi Im-Jeong  | 14 februari 1981 (23 år)  | Daegu Handball               |
| 20 | V9   | Moon Pil-Hee   | 2 december 1982 (21 år)   | Korea National University    |

### Spanien
Coach: Jose Aldeguer
| Nr | Pos. | Namn                  | Födelsedatum (ålder)    | Klubb            |
| -- | ---- | --------------------- | ----------------------- | ---------------- |
| 1  | MV   | Elisabeth López       | 27 januari 1975 (29 år) | Mar Valencia     |
| 2  | H9   | Soraya Garcia         | 21 mars 1978 (26 år)    | CP Goya Almería  |
| 3  | H6   | Susana Pareja         | 13 mars 1975 (29 år)    | Ferrobus Mislata |
| 5  | V6   | Vanessa Amorós        | 7 december 1982 (21 år) | BM Elche         |
| 6  | H6   | Cristina Lopez        | 8 juli 1975 (29 år)     | Akaba Bera Bera  |
| 7  | V9   | Maite Andreu          | 26 januari 1971 (33 år) | Ferrobus Mislata |
| 8  | M6   | Cristina Gómez        | 22 mars 1968 (36 år)    | Mar Valencia     |
| 9  | M9   | Marta Mangué          | 23 april 1983 (21 år)   | Mar Valencia     |
| 10 | M6   | Diana Box             | 6 mars 1971 (33 år)     | BM Femenino Elda |
| 11 | M9   | Montserrat Puche      | 22 maj 1970 (34 år)     | Mar Valencia     |
| 13 | V9   | Susana Fraile Celaya  | 4 juli 1978 (26 år)     | BM Femenino Elda |
| 14 | H9   | Patricia Alonso       | 27 april 1979 (25 år)   | Ferrobus Mislata |
| 15 | H9   | Isabel Ortuno         | 16 mars 1982 (22 år)    | BM Femenino Elda |
| 16 | MV   | María Eugenia Sánchez | 25 juli 1969 (34 år)    | BM Femenino Elda |
| 20 | V6   | Noelia Oncina         | 9 november 1976 (27 år) | Mar Valencia     |

### Ukraina
Coach: Leonid Ratner
| Nr | Pos. | Namn                | Födelsedatum (ålder)      | Klubb            |
| -- | ---- | ------------------- | ------------------------- | ---------------- |
| 1  | MV   | Nataliya Borysenko  | 3 december 1975 (28 år)   | Kometal Skopje   |
| 3  | V9   | Ganna Burmystrova   | 16 juni 1977 (27 år)      | Motor Zaporozhye |
| 4  | M9   | Tetyana Shynkarenko | 26 oktober 1978 (25 år)   | Hypo NÖ          |
| 5  | H9   | Maryna Vergelyuk    | 24 juni 1978 (26 år)      | RK Krim          |
| 6  | H6   | Olena Yatsenko      | 4 oktober 1977 (26 år)    | RK Krim          |
| 7  | M9   | Ganna Siukalo       | 12 september 1976 (27 år) | Váci NKSE        |
| 8  | V6   | Olena Radchenko     | 21 maj 1973 (31 år)       | Kometal Skopje   |
| 9  | V9   | Olena Tsygitsa      | 8 april 1975 (29 år)      | Kometal Skopje   |
| 10 | M6   | Galyna Markushevska | 16 juli 1976 (28 år)      | Motor Zaporozhye |
| 11 | M6   | Lyudmyla Shevchenko | 4 februari 1970 (34 år)   | Motor Zaporozhye |
| 12 | MV   | Iryna Honcharova    | 19 december 1974 (29 år)  | Motor Zaporozhye |
| 14 | V6   | Nataliya Lyapina    | 14 maj 1976 (28 år)       | Spartak Kiev     |
| 15 | V9   | Anastasiya Borodina | 5 januari 1982 (22 år)    | Motor Zaporozhye |
| 16 | MV   | Larysa Zaspa        | 22 september 1971 (32 år) | Motor Zaporozhye |
| 17 | V6   | Oxana Rayhel        | 24 februari 1977 (27 år)  | Kometal Skopje   |